# Championnat de Belgique masculin de handball de deuxième division 2014-2015
Navigation
Division 2 2013-2014 Division 2 2015-2016
La saison 2014-2015 du Championnat de Belgique masculin de handball de deuxième division est la 52e saison de la deuxième plus haute division masculine de handball en Belgique. Contrairement à la saison précédente, la compétition change de formule. Ainsi après la première phase du championnat, la phase classique, les deux premières équipes s'engagent dans les barrages de Division 1 dans le but de pouvoir se hisser dans cette élite tandis que les six autres équipes s'engagent dans les Plays-Downs.
Cette saison est marquée par le forfait général de l'EHC Tournai II, promu, les dirigeants ont préféré mettre un terme à leur seconde équipe à cause des mauvais résultats et des multiples blessures dans le noyau. Le reste de la saison, s'est donc joué à neuf, une saison qui a été remportée par le HC DB Gent qui se qualifie pour les barrages de Division 1 avec son dauphin du HC Eynatten-Raeren. Toutefois, si le HC Eynatten-Raeren arrive à être promu en Division 1, ce n'est pas le cas de Gent qui, malgré son sacre, reste donc en Division 2. Les germanophones, quant à eux, remplaceront le HKW Waasmunster qui fait donc l'aller-retour.
Dans le bas du classement, le United Brussels HC est relégué avec l'EHC Tournai II, ils seront remplacés par le KTSV Eupen 1889 et l'Elita Lebbeke.

## Participants
| Club                       | Matricule | Classement 2013-2014 | Localisation   | Entraîneur   | Salle                             |
| -------------------------- | --------- | -------------------- | -------------- | ------------ | --------------------------------- |
| HC Eynatten-Raeren         | 156       | 10e de D1            | Raeren         | Edgar Brüls  | Sporthalle Eynatten               |
| United Brussels HC         | 601       | 4e                   | Schaerbeek     | ?            |                                   |
| HC DB Gent                 | 182       | 5e                   | Gand           | ?            | Sporthal Hekers                   |
| HB Sint-Truiden            | 303       | 6e                   | Saint-Trond    | ?            | Sporthal Jodenstraat              |
| HC Visé BM II              | 89        | 7e                   | Visé           | ?            | Hall Omnisports de Visé           |
| VOO RHC Grâce-Hollogne/Ans | 6         | 8e                   | Grâce-Hollogne | ?            | Hall Omnisports de Grâce-Hollogne |
| EHC Tournai II             | 176       | 1er de D1 LFH        | Tournai        | Allan Cuervo |                                   |
| HC Atomix                  | 172       | 1er de Superliga     | Haacht         | ?            |                                   |

### Localisation
| \| Grâce-Hollogne United Burssels Sint-Truiden Gand Visé II HC Eynatten Atomix Tournai II \| Localisation des clubs engagés dans le championnat |
| Grâce-Hollogne United Burssels Sint-Truiden Gand Visé II HC Eynatten Atomix Tournai II                                                          |

| # | Province                      | Nombre | Équipe(s)                                                     |
| - | ----------------------------- | ------ | ------------------------------------------------------------- |
| 1 | Province de Liège             | 2      | HC Visé BM II, VOO RHC Grâce-Hollogne/Ans, HC Eynatten-Raeren |
| 2 | Province de Limbourg          | 1      | HB Sint-Truiden                                               |
| 2 | Province de Flandre-Orientale | 1      | HC DB Gent                                                    |
| 2 | Province du Brabant flamand   | 1      | HC Atomix                                                     |
| 2 | Province de Hainaut           | 1      | EHC Tournai                                                   |
| 2 | Sans province                 |        |                                                               |
| 2 | Région de Bruxelles-Capitale  | 1      | United Brussels HC                                            |

## Organisation du championnat
La création de la BeNe League a eu des conséquences sur le fonctionnement des deux divisions nationales belges. Ainsi, dans l'optique de continuer avec 20 équipes au plus haut niveau, les formats des compétitions passent de 10 équipes en D1 et en D2 à 8 équipes en D2, 8 en D1 et 4 en BeNe League.
La saison régulière est donc disputée par 8 équipes jouant chacune l'une contre l'autre à deux reprises selon le principe des phases aller et retour. Une victoire rapporte 2 points, une égalité, 1 point et, donc une défaite 0 point.
Contrairement à la saison passée, il n'y a pas de Play-offs mais seulement des Play-downs. En effet, les deux équipes les mieux classées s'engagent dans des barrages pour la montée avec six autres équipes issues de la D1, luttant quant à elle contre la relégation. Il n'y a donc aucun montant à la suite de la saison régulière. L'équipe ayant terminée championne débute ses barrages avec 2 points tandis que son dauphin débutera avec 1 point.
En Play-downs, là aussi, les équipes ayant mieux terminée la phase régulière débutent avec un avantage au niveau des points. Ainsi, le cinquième de la phase classique commence avec 6 points, le sixième, 5, le septième, 4, le huitième, 3, le neuvième, 2 et le dixième avec 1 point. Ces six équipes s'affrontent dans le but de ne pas terminer au deux dernières places, synonyme de relégation au troisième niveau.

## Forfaits de Grâce-Hollogne et de l'Estu
Décembre 2014 : En septembre 2014, le VOO RHC Grâce-Hollogne/Ans déclare sa deuxième équipe, évoluant en D1 LFH (Voir D1 LFH 2014-2015), forfait général. À la suite de ce forfait, l'Union royale belge de handball décide de mettre l'équipe première de Grâce-Hollogne également en forfait général pour non respect de l'article 612B du règlement de l'URBH :

« Les clubs évoluant en BENE League, 1ère nationale messieurs, 2ème nationale messieurs et 1ère nationale
dames doivent, durant toute la saison, aligner une deuxième équipe « seniors » du même sexe dans le
championnat belge sauf si la ligue, dont dépend le club qui a introduit une demande, accorde une dérogation
au club concerné.
Si un club, dans le championnat concernant sa deuxième équipe « seniors », annonce qu’il ne disputera
aucun match ou renonce à jouer 3 matches consécutifs ou 5 matches non-consécutifs, son équipe première
sera déclarée forfait général soit à partir de l’annonce initiale soit à partir du 3ème ou du 5ème forfait. 
Si un club, dans le championnat concernant sa deuxième équipe « seniors », annonce qu’il ne disputera
aucun match ou renonce à jouer 3 matches consécutifs ou 5 matches non-consécutifs, son équipe première
sera déclarée forfait général soit à partir de l’annonce initiale soit à partir du 3ème ou du 5ème forfait. »

— Règlement de l'URBH, 6.Championnat, 612 B
La semaine suivante, le VOO RHC Grâce-Hollogne/Ans fait donc appel de cette décision. Ainsi, réunie le jeudi 11 décembre, la Commission de Juridiction d'Urgence décide, après avoir examiné la requête introduit par le club mosan, d'annuler le forfait général infligé à l'équipe première.
Janvier 2015 : après sept journées, sans aucun point pris, le conseil d'administration de l'Estudiantes Handball Club Tournai décide de mettre un terme à sa deuxième équipe. Outre, les mauvais résultats, cette décision a été motivée par le petitesse du noyau ainsi que du nombre croissant de blessures au sein de celui-ci. Conséquence, en interne, l'Estu choisit de se séparer de Vincent Parat, coach de la Division 1 pour y placer le coach de la D2, Allan Cuervo,.
Tournai est alors simplement vu comme étant une équipe reléguée. Le reste de la saison se déroula alors à neuf.

## Compétition

### Saison régulière
|   | Équipe                     | Pts | J  | G | N | P  | Bp  | Bc  | Diff |
| - | -------------------------- | --- | -- | - | - | -- | --- | --- | ---- |
| 1 | HC DB Gent                 | 18  | 13 | 8 | 2 | 3  | 394 | 366 | 28   |
| 2 | HC Eynatten-Raeren         | 17  | 13 | 8 | 1 | 4  | 379 | 320 | 59   |
| 3 | VOO RHC Grâce-Hollogne/Ans | 16  | 13 | 8 | 0 | 5  | 376 | 335 | 41   |
| 4 | HC Atomix                  | 16  | 13 | 8 | 0 | 5  | 399 | 356 | 43   |
| 5 | HB Sint-Truiden            | 15  | 13 | 6 | 3 | 4  | 349 | 308 | 41   |
| 6 | HC Visé BM II              | 13  | 13 | 6 | 1 | 6  | 339 | 338 | 1    |
| 7 | United Brussels HC         | 3   | 13 | 1 | 1 | 11 | 279 | 425 | -146 |
| 8 | EHC Tournai II             | 0   | 7  | 0 | 0 | 7  | 153 | 220 | -67  |

|                 | Qualifié en Barrage                      |
|                 | Play-downs                               |
| en augmentation | Promu 2014                               |
| en diminution   | relégué de Division 1 en début de saison |

### Matchs
| Résultats (dom.\ext.)                                      | GEN   | E-R   | S-T   | GRA   | ATO   | VIS   | UBHC  | TOU   |
| HC DB Gent                                                 |       | 29-30 | 25-24 | 35-29 | 31-33 | 30-27 | 35-24 | -     |
| HC Eynatten-Raeren                                         | 25-33 |       | 25-18 | 25-28 | 28-29 | 36-23 | 32-14 | 42-20 |
| HB Saint-Trond                                             | 27-27 | 26-26 |       | 19-24 | 25-24 | 28-18 | 39-23 | -     |
| VOO RHC Grâce-Hollogne/Ans                                 | 27-31 | 36-32 | 28-35 |       | 35-29 | 29-26 | 38-25 | 34-17 |
| HC Atomix                                                  | 30-31 | 23-27 | 28-27 | 29-27 |       | 28-25 | 46-22 | -     |
| HC Visé BM II                                              | 26-22 | 17-19 | 19-19 | 32-31 | 36-31 |       | 29-23 | 29-22 |
| United Brussels HC                                         | 35-35 | 24-32 | 19-39 | 0-10  | 20-37 | 20-32 |       | 30-21 |
| EHC Tournai II                                             | 29-30 | -     | 22-23 | -     | 22-32 | -     | -     |       |
| - Victoire à domicile - Match nul - Victoire à l'extérieur |       |       |       |       |       |       |       |       |

## Play-downs

### Classement
|   | Équipe                     | Pts | J | G | N | P | Bp  | Bc  | Diff |
| - | -------------------------- | --- | - | - | - | - | --- | --- | ---- |
| 1 | VOO RHC Grâce-Hollogne/Ans | 17  | 8 | 7 | 0 | 1 | 237 | 201 | 36   |
| 2 | HC Atomix                  | 15  | 8 | 6 | 0 | 2 | 249 | 227 | 22   |
| 3 | HB Sint-Truiden            | 10  | 8 | 4 | 0 | 4 | 215 | 208 | 7    |
| 4 | HC Visé BM II              | 8   | 8 | 3 | 0 | 5 | 219 | 196 | 23   |
| 5 | United Brussels HC         | 1   | 8 | 0 | 0 | 8 | 177 | 265 | -88  |

|  | Relégation au troisième niveau |

### Matchs
| Résultats (dom.\ext.)                                      | GRA   | ATO   | S-T   | VIS   | UBHC  |
| VOO RHC Grâce-Hollogne/Ans                                 |       | 31-26 | 33-25 | 26-25 | 33-24 |
| HC Atomix                                                  | 36-33 |       | 34-32 | 32-25 | 41-26 |
| HB Sint-Truiden                                            | 25-29 | 21-23 |       | 24-21 | 33-22 |
| HC Visé BM                                                 | 23-27 | 31-28 | 22-23 |       | 34-10 |
| United Brussels HC                                         | 17-25 | 28-29 | 24-32 | 26-38 |       |
| - Victoire à domicile - Match nul - Victoire à l'extérieur |       |       |       |       |       |

## Champion
| Champion de Belgique masculin de handball de Division 2 2014-2015 Handbal Club Don Bosco Gent 1er titre |

## Bilan

### Classement final
| Rang | Équipe                               |
| ---- | ------------------------------------ |
| 1er  | HC DB Gent 8e des barrages           |
| 2e   | HC Eynatten-Raeren · 3e des barrages |
| 3e   | VOO RHC Grâce-Hollogne/Ans           |
| 4e   | HC Atomix                            |
| 5e   | HB Sint-Truiden                      |
| 6e   | HC Visé BM II                        |
| 7e   | United Brussels HC                   |
| 8e   | EHC Tournai II                       |

|                 | Qualifiés pour les Barrages et promus     |
|                 | Qualifiés pour les Barrages et non-promus |
|                 | Relégués en troisième niveau              |
| en augmentation | Promu de début de saison                  |
| en diminution   | Relégué de début de saison                |

### Bilan de la saison
| Tableau d'honneur de la saison 2014-2015 |                                   |                    |       |       |
| Compétition                              | Vainqueur                         | Commentaire        |       |       |
| Championnat de Belgique                  | HC DB Gent                        | -                  |       |       |
| Promu en Division 1                      | HC Eynatten-Raeren                | 2e 3e des barrages |       |       |
| Promotions et relégations                |                                   |                    |       |       |
| Promu de Superliga (Ligue flamande)      | Elita Lebbeke                     | 1er (Superliga)    |       |       |
| Promu de D1 LFH (Ligue francophone)      | KTSV Eupen 1889                   | 1er (D1 LFH)       |       |       |
| Relégation en Superliga (Ligue flamande) | Aucun                             | Aucun              | Aucun | Aucun |
| Relégation en D1 LFH (Ligue francophone) | United Brussels HC EHC Tournai II | 7e 8e              |       |       |